# Abacetus annamensis
Abacetus annamensis là một loài bọ chân chạy thuộc phân họ Pterostichinae. Loài này được Tikhon Chicherin mô tả lần đầu năm 1903 và là loài đặc hữu của Việt Nam.

## References
1. 1 2  “Abacetus annamensis Tschitscherine, 1903”. Catalogue of Life. Truy cập ngày 11 tháng 3 năm 2023.